# Ivan Francescato
Ivan Francescato (Treviso, 10 febbraio 1967 – Treviso, 19 gennaio 1999) è stato un rugbista a 15 italiano.
Tre quarti centro, vinse quattro titoli italiani con il Benetton e un titolo di campione d’Europa con la Nazionale italiana; morì prematuramente nel 1999 a 32 anni ancora da compiere.

## Biografia
Ivan Francescato proveniva da una famiglia di rugbisti: ultimo di sei fratelli, tre dei quali già internazionali (Bruno, Nello e Rino), mosse i primi passi nella Tarvisium, compagine trevigiana, con la quale esordì in serie A2 il 14 settembre 1986 a Milano contro la MAA (vittoria 31-3).
Alla fine della stagione la Tarvisium retrocesse e Francescato passò all'altra squadra cittadina, la più blasonata Benetton Treviso, in cui si impose quasi subito come titolare nel ruolo di tre quarti centro, tanto che la maglia numero 13, quella del suo ruolo, fu identificata con il suo nome.
Con il club biancoverde Francescato si laureò quasi subito campione d'Italia (1988-89) e, l'anno successivo, si mise in luce per la Nazionale; Bertrand Fourcade lo convocò per un match di Coppa FIRA contro l'Unione Sovietica.
Qualche mese dopo il suo esordio internazionale fu inserito nella lista dei convocati per la Coppa del Mondo di rugby 1991 in Inghilterra, dove giocò da titolare tutte e tre le partite che videro impegnata l'Italia.
Anche sotto la guida tecnica di Georges Coste Francescato rimase un punto fermo della Nazionale: prese parte alla Coppa del Mondo di rugby 1995 in Sudafrica (tre incontri anche in tale edizione, tutti da titolare) e, nel 1997, marcò la prima meta nella finale di Coppa FIRA che l'Italia disputò e vinse contro la Francia a Grenoble: mai gli Azzurri, prima di allora, avevano battuto i transalpini e la circostanza fu ancor più notevole perché, oltre a dare all'Italia il titolo di campione d'Europa, tale vittoria le aprì di fatto le porte per l'ammissione al torneo delle Cinque Nazioni, poi divenuto Sei Nazioni.
Quella contro la Francia fu, tuttavia, una delle ultime partite internazionali di Francescato: uscito per infortunio nel corso della partita, disputò altri 4 incontri nel 1997, poi nuovi problemi fisici lo resero indisponibile nel corso del 1998.
Intorno alle 3 del mattino del 19 gennaio 1999 Francescato fu colto da un malore in casa, dopo una serata trascorsa fuori casa con alcuni amici, compagni di squadra e la fidanzata; furono inutili i tentativi di soccorso e un rapido trasporto all'ospedale, perché Francescato morì poco dopo, apparentemente per un aneurisma cerebrale; il Benetton decise il ritiro della maglia numero 13 del club e la sua sostituzione con la 18.
Il corpo fu sottoposto ad autopsia; la famiglia decise di donare le cornee del giocatore scomparso, e invitò il club a organizzare una raccolta di fondi per un'iniziativa benefica a scopo sanitario in Africa.
Successivamente la necroscopia stabilì che la morte fu dovuta a un arresto cardiaco causato da un'arteriosclerosi delle coronarie, patologia che normalmente si riscontra in persone anziane: i medici dissero che il cuore di Francescato presentava le caratteristiche di quello di una persona di almeno il doppio dei suoi anni, attribuendo a possibili fattori genetici la malformazione.
Al suo nome è intitolata l'accademia federale “Ivan Francescato” per lo sviluppo del settore Under-20 e Under-19.
Dalla stagione 2008-09, infine, su richiesta dell'European Rugby Cup, l'allora organismo di governo della Heineken Cup e della Challenge Cup, il Benetton dovette ripristinare l'utilizzo della maglia numero 13, all'epoca appannaggio del capitano della squadra, l'italo-sudafricano Benjamin de Jager.

## Palmarès
- Coppa FIRA : 1
Italia: 1995-97
- Campionati italiani: 4
Benetton Treviso: 1988-89; 1991-92; 1996-97; 1997-98
- Coppe Italia: 1
Benetton Treviso: 1997-98